# Sterpaglia e praterie di Ascensione
La sterpaglia e praterie di Ascensione è un'ecoregione dell'ecozona afrotropicale, definita dal WWF (codice ecoregione: AT0703), costituita dall'arcipelago di Ascensione, nell'oceano Atlantico.

## Territorio
Si tratta di un'ecoregione di savana con un'estensione di circa 100 km². Ascensione è un'isola vulcanica giovane (un milione di anni), e gran parte della sua superficie è ricoperta di colate di lava basaltica e coni di cenere. La costa è formata da scogliere a sud e a sud-est, e da spiagge di sabbia a nord-ovest. Il clima è subtropicale, con piogge relativamente scarse durante tutto l'anno.

## Flora
Varie specie di piante sono endemiche della regione: le felci Dryopteris ascensionis (in pericolo di estinzione), Pteris adscensionis, Anogramma ascensionis (minacciata), Asplenium ascensionis, Ptisana purpurascens e Xiphopteris ascensioonensis, l'euforbia di Ascensione (Euphorbia origanoides), la rubiacea Oldenlandia adscensionis (probabilmente estinta), le graminacee Sporobolus durus (probabilmente estinta) e Sporobolus caespitosus (minacciata).

## Fauna
L'isola costituisce un'importante zona di nidificazione per gli uccelli marini, come la sterna scura (Onychoprion fuscatus), la sula mascherata (Sula dactylatra), la sula fosca (Sula leucogaster), la sterna bianca (Gygis alba), l'uccello delle tempeste di Castro (Oceanodroma castro), il noddy minore (Anous tenuirostris), il fetonte beccorosso (Phaethon aethereus) e il fetonte codabianca (Phaethon lepturus). Nelle spiagge e nelle lagune costiere nidifica la tartaruga verde (Chelonia mydas). Presenti sull'isola sono anche la tartaruga embricata e una specie di granchio terrestre, Johngarthia lagostoma. Endemici di questa ecoregione sono la fregata aquila (Fregata aquila) e varie specie di crostacei. Sull'isola non vi sono mammiferi indigeni, ma sono presenti asini, pecore, gatti, conigli, topi e ratti inselvatichiti. Sono state introdotte anche varie specie di uccelli: l'astrilde di Sant'Elena (Estrilda astrild), la maina comune (Acridotheres tristis) e il canarino giallo (Crithagra flaviventris).

## Conservazione
L'ecoregione è considerata in pericolo critico: l'introduzione di piante e animali minaccia la sopravvivenza delle specie native. Tutte le specie selvatiche, esclusi gatti, conigli e roditori inselvatichiti, sono protette dalla legge.